# 厳罰化
厳罰化（げんばつか）とは、一般には罰（犯人に対する量刑）を重く厳しくすることをいう。重罰化と呼称する場合もある。また犯罪被害者側の立場・視点からは、「厳罰化」ではなく「適正化」といわれることもある。
対義語としては、量刑が寛大になることを意味する寛刑化（かんけいか）という言葉がある。

## 厳罰化の根拠と批判

### 根拠
例えば、合理的選択理論や行動経済学によれば、人は、犯罪から得られる利益と、逮捕の危険性や刑罰の重さを比較衡量し、犯罪を実行するかを決めると考えられる。すなわち、
犯罪の利益＞逮捕の危険性×刑罰の重さ
となる場合に、犯罪を実行することになる。したがって、刑罰を重くすることで、犯罪から得られる利益よりも不利益を大きくすることで、犯罪を予防することができる。
実証的には、犯罪への罰則強化のもたらす効果について、パネルデータを用いた分析によって、罰則強化が犯罪抑止に効果的であるとの研究結果も存在する。
また、特に有期刑の上限の引き上げは、無期刑と有期刑のギャップを埋めるという効果がある。日本では、以前は有期懲役の上限は15年であったため、「15年では軽すぎる」という事例で無期懲役が選択されることがあった。逆に、犯情は無期懲役相当の重さであるが、減軽事由の存在により有期懲役となる場合、一気に15年まで刑が下がるということになった。有期懲役の上限引き上げは、このギャップを埋め、適切な量刑に資することとなった。
その他、次のような効果が指摘される。
- 被害者がいる場合は被害者感情、遺族感情を鎮める
- 社会的結束を強化するとの指摘もある[6]

### 批判
- 合理的選択理論によれば、厳罰化すればするほど犯罪は減少することになるが、必ずしもそういった結論は実証されていない。また、常に人間行動の数量的分析が可能かどうかにも、疑問が呈されている[7]。
- 社会の懲罰意識が司法の厳罰主義をもたらし[8]、冤罪のダメージが増すとの指摘がある。『A』など旧オウム真理教に関するドキュメンタリー作品を発表しているドキュメンタリー監督の森達也は、オウム真理教事件で元教祖の麻原彰晃に死刑を言い渡すのは、共同共謀正犯の拡大解釈が必要なほど難しいのに、麻原を極刑に処せということが社会の暗黙の了解事項になっていると指摘している。それに疑問を挟もうものなら「被害者や遺族の苦しみを知れ」や「許せない」などの激しい口調にかき消されるという見解を示している[8]。
- 社会の峻厳・狭隘が固定化し、排除の論理が蔓延する[9]。
- 新しい犯罪類型の新設により、他の類型とのバランスが崩れる[10][注釈 1]。
- ひき逃げや飲酒運転後に、酒の追加（いわゆる「呑み直し」）や水の大量摂取や替え玉出頭など、厳罰を逃れるために、証拠隠滅などさらなる罪を重ねてしまう[12]。
- 罰則を科すことの刑務所維持管理など、社会的コストが増大する[13]。
- 死刑囚以外、囚人が刑期満了によって、いずれは刑務所を出所（特に交通事故の加害者は危険運転致死罪であっても最長で懲役20年〈併合罪や再犯は30年〉の有期刑）し、一般生活に復帰する現実を受け容れようとしない[14]。

## 厳罰化のジレンマ
日本では危険運転致死傷罪が制定され、さらに飲酒運転の処罰の厳罰化に伴い、飲酒運転に起因する死亡事故は激減し、2005年（平成17年）には10年前の半数にまで減少した。一方で、交通事故を起こした運転者が危険運転致死傷罪による厳罰を恐れたためにひき逃げや「飲み直し」による飲酒運転の証拠隠滅が増加したという指摘や、銃刀法の改正による違法拳銃所持の厳罰化によって拳銃の隠し方が以前より巧妙になり、拳銃の摘発が難しくなっているとの指摘がある。ただ、実際には、死亡ひき逃げ事故において、犯人を検挙できない確率は10％前後でほぼ安定している。

## 日本における厳罰化・重罰化の背景
地下鉄サリン事件などのオウム真理教事件が厳罰化の転機になったといわれており、被害者感情の重視や犯罪報道による体感治安の悪化なども背景にある。
日本では1996年（平成8年） - 1997年（平成9年）にかけ、死刑求刑事件の控訴審で死刑が回避される事件が相次いでおり（甲府信金OL誘拐殺人事件・名古屋アベック殺人事件・つくば妻子殺害事件）、これらの事件に対する検察からの上告はなされていなかったが、1997年2月に広島高裁で言い渡された福山市独居老婦人殺害事件の控訴審判決で、過去に強盗殺人を犯して無期懲役に処され、仮釈放中に強盗殺人を再犯した被告人に再び無期懲役が言い渡されたことを最高検察庁刑事部長の堀口勝正が問題視し、検事総長の土肥孝治に「国民が納得できない」と進言したことを機に、死刑を求刑されながら控訴審で無期懲役の判決が言い渡された5事件（福山事件や国立市主婦殺害事件など）に対する検察側の「連続上告」が行われた。結果は福山事件を除き上告棄却となったが、国立事件の上告審判決における理由では「〔殺害された〕被害者が1名の場合でも、極刑がやむを得ない場合があることは言うまでもない」という言及がなされていた。殺人罪の有罪件数に占める死刑判決の割合（第一審）は、戦後の混乱期で死刑判決が多く出された時代から1950年代になって減少したが、「連続上告」がなされた1997 - 1998年ごろを境に、2006年までの約10年間で上昇に転じていることが判明している。『読売新聞』はこの「連続上告」を境に（第一審から上告審まですべての審級で）1年間に死刑判決を言い渡された被告人の数が急増していることや、2000年（平成12年）から2005年（平成17年）にかけ、東京高裁が被害者1人の殺人事件3件（JT女性社員逆恨み殺人事件・群馬女子高生誘拐殺人事件・三島女子短大生焼殺事件）で相次いで、第一審の無期懲役判決を破棄して被告人を死刑とする判決を言い渡したことを受け、裁判所が死刑求刑事件に関してそれまでの「寛刑化」の傾向から「重罰化」に転じていることを指摘していた。

### 日本国政府による施策
2003年（平成15年）12月18日、日本国政府は犯罪対策閣僚会議において、「世界一安全な国、日本」の復活を目指すとして、「犯罪に強い社会の実現のための行動計画」を策定した。この計画の中で、政府として、治安水準の悪化と国民の不安感の増大があることを認識しつつ、治安回復のための基盤整備の一環として、凶悪犯罪等に関する罰則について、法定刑・有期刑の上限の引上げを含めた整備をおこなうことを明らかにした。
元最高検察庁検事の土本武司（筑波大学名誉教授）は、「これまでは法律の専門家だけで刑罰をきめてきたが、国民感情からすれば寛大すぎて不満が溜まっていた。厳罰化は当然の流れで、あるべき姿」と指摘している。

### 被害者・被害関係者の感情
法学者の浜井浩一は、犯罪被害者・遺族の団体である全国犯罪被害者の会（あすの会）の結成によって、忘れられていた被害者の存在が注目され、世論の潮流や政治の動きに変革をもたらし、法務・検察側も厳罰化をもとめる同会に連動し、刑法や刑事訴訟法の改正を実現させたと分析している。
評論家の芹沢一也は、1995年に地下鉄サリン事件や阪神・淡路大震災（兵庫県南部地震）がおきて、PTSD（心的外傷後ストレス障害）といった多大な被害をうけた人の精神的な苦痛に注目が集まったことも厳罰化に影響したと指摘している。
藤井誠二は、「遺族は怖い」、「いいすぎだ」と社会からマイナスイメージをもたれるのを恐れるあまり自然な感情の発露を躊躇する被害者・遺族がいまだに多いと指摘している。犯罪被害者が感情を発露する自由は最大限尊重されるべきで、日本はまだまだ犯罪被害者によるストレートな感情の発露には不寛容ではないかという。実際、光市母子殺害事件の遺族である本村洋は、マスコミに対して「この手で加害者を殺してやりたい」と素直な気持ちを表明したところ、「殺人予告のようで言い過ぎだ」と批判する者もいたという。藤井は、批判者たちは、政治家を殲滅せよなどと叫んでいる過激派に対しまず先に抗議すべきであると主張している。
一方、芹沢は、被害者の声が持つ社会的な効果を、当事者ではない「代弁者」や、その声を受け取った上で思考を開始する「言論人」は慎重に考えるべきで、被害者の声が受け取られようによっては国民の権利や自由を侵す可能性があると指摘している。
被害者・関係者の司法手続きへの関与が重視される風潮のなかで、被害者が被告人に対し重罰を要求する姿勢がテレビや新聞、雑誌で報道されるにつれて厳罰化方向に世論が動いてしまうという説もある。
検察は被害者・遺族感情を重視する傾向に動いており、2001年（平成13年）に発生した附属池田小事件で、大阪地方検察庁の早川幸延検事は、目に涙を浮かべながら遺族に対し、犯人である宅間守を「絶対に死刑にする」といい、それを聞いた遺族は「検事に冷たいイメージを持っていたが、人間味を感じた」といったという。また大阪地方裁判所で開かれた刑事裁判の公判では、同地検の大口奈良恵検事が「この男の心臓をつかみ出して踏み潰してやりたい気持ちを押しとどめている」「私が死んだら一旦地獄へ行き、もう一度こいつを殺したい」といった遺族の宅間に対する峻烈な処罰感情を表現した肉声を極力論告に盛り込んだという。
近代刑事司法においては、被害者などの思いを検察官が主張するのは、制度として予定されていることであり、それは犯罪被害者の刑事裁判への参加に否定的な弁護士からもまさに指摘されている通りである。
浜井は、被害者の再発見で刑事司法が厳罰化に向かっているが、被害者の再発見は、いずれは開けなくてはならなかった「パンドラの箱」だったのかもしれない、最後に残るのが真の希望であることを期待したいと述べている。
- 2001年、半田保険金殺人事件の被害者遺族である原田正治は犯人の死刑に反対する嘆願書を法務大臣に提出したが、死刑は執行された[注釈 4]。
- 2008年、1999年に起こった光市母子殺害事件の犯人である1999年当時18歳の元少年に対し、広島高裁（差戻控訴審）で死刑判決が下された。

### メディアの影響
厳罰化の背景として指摘される、国民の治安に対する不安感の増大には、犯罪報道の影響も要因とする説もある。2001年におこなわれた「交番・駐在所の活動に関する世論調査」によると、犯罪に遭う不安を感じる理由について最も多かった回答が「テレビや新聞で犯罪の報道をよくみるから」の54.1%であった。また、2004年9月に内閣府から発表された「治安に関する世論調査」では、治安に関心を持ったきっかけとして、「テレビや新聞でよく取り上げられるから」と回答した者が83.9%と最も多く、2位の「家族や友人との会話で話題になったから」の30.0%を大きく引き離し、犯罪報道が国民の治安意識に大きな影響を与えていることがわかる。
1995年のオウム真理教事件、1997年の神戸連続児童殺傷事件を発端にしてワイドショー番組でも盛んに事件報道が行われるようになったという指摘がある。いわゆるワイドショーなどのテレビ番組において視聴率の取りやすい番組では報道内容がセンセーショナルになり過ぎているとの指摘である。これまでの報道番組の事実解明重視型の報道とは大きく異なっており、実際の治安状況とは乖離した社会不安を煽っているという（モラル・パニック、体感治安の悪化）。
1997年に高校生の息子をリンチ殺人で失った両親らによる「少年犯罪被害者当事者の会」が結成された頃から、犯罪報道が変わってきたと指摘もある。彼らが、被害者の声に耳を傾けてほしい、被害者にとってはとても理不尽な少年法を改正してほしいと訴えたため、マスコミは「被害者」を発見し、ここから被害者報道が増えてきたという。また、1990年代後半、第二次世界大戦後から続いてきた加害者の人権を重視する風潮への反発も、被害者重視報道に転換した要因とする説もある。
また、犯罪の増減に関係なく認知件数が大幅に変動することがある。例えば、2001年の大阪府の刑法犯犯罪認知件数は前年に比べ7万5000件も増加したが、『毎日新聞』によると、従来の統計は、捜査側の都合に合わせたものだった為、警察庁が「警察改革要綱」の中で警察行政の透明化などを各都道府県警察本部に指示した結果、大阪府警では「警察改革要綱」が発表された翌月の2000年9月、刑事部長名で「犯罪として問えるものはすべて受理し、犯罪統計に上げること」との通達を出した。そして明らかにその月から刑法犯認知件数が増加した。それは従来のやり方では計上されないものを多く含んでおり、大阪府警分だけでも四国４県分以上に相当する数が増えたとしている。この年は前年比で富山県が47%増と最も多く、大阪府を含めた6府県で3割以上、10%以上の激増地域は23府県にのぼる一方、残る24都道県では1桁台の微増か減少で、東京都は約1%増に過ぎなかった。しかし、110番受理件数で見ると2001年度では大阪は約75.7万件であるのに対し、東京は約133万件もあった。同様に、平成19年における110番で犯罪に関する受理件数では東京334504件、大阪177187件と東京のほうが倍近く多かった。このことは、すべての都道府県でこの方針が守られているとは限らないこと、基準を変更すれば昔の犯罪認知件数はずっと多くなることを意味する。『毎日新聞』の記事によると、これまでは警察署で被害届を受理しても、すべてを発生原票に記したわけではなく、書き込むかどうか、警察官の判断が介入しており、申告内容が不確か、被害が判然としないなど理由は様々で、中には正当な理由とは受け取れないものも交じるようになっていたという。
また、茨城県警の複数の署で自転車盗など軽微な窃盗事件の被害届の一部を「盗犯日報」と呼ばれる受理簿に記載せず、窃盗犯の検挙率を高く見せかける操作を行っていたことが報じられており、それは1970年代には既に行われていたという。他にも、警察は相談しやすい市民にとって身近な存在という方針をとるようになり、警察安全相談件数は1999年までは30万件程度で横ばいだったのが2000年以降急増している。これらは結果的に潜在的な犯罪を発掘させた可能性がある。
- 山口県光市で起きた母子殺人事件のテレビ報道で放送倫理・番組向上機構(BPO)から、「報道が一方的だ」「遺族（被害者）側に偏って、弁護側を悪とみなしている」として勧告が出されている[51]。
- 「この手で殺したい」、「極刑を望む」といった遺族の声を繰り返しながら肯定的にアナウンスする弊害は大きく、死刑の制度の問題として論じるべきことが感情の領域に持っていかれて、「こんなひどいことをした奴は死刑で当然だ」という声に覆われてしまうとの批判がある[32]。

### 警察・検察の思惑
共産主義勢力の急速な縮小や、暴力団の摘発も現状が限界であり、組織縮小の懸念のあった警察や、冤罪事件や裏金問題などの不祥事で批判の集中していた検察が、「世直し」的なイメージの浸透、権限や威信回復をはかるために存在意義を強調したという説もある。

## 日本における厳罰化の現状

### 実刑判決の増加
日本における刑法犯の認知件数は、1996年以降第二次世界大戦後最多を更新し続け、ピークの2002年には約370万件に達したものの、その後は減少の一途を辿り、2007年には約270万件にまで減少した。一方で有期懲役の確定判決は、1998年は執行猶予率63%であったのが、2007年は同58.2%に減少し、実刑の割合が増加した。

### ハイペースな死刑言い渡しと死刑執行
殺人罪（未遂を含む）の認知件数は、2004年以降、毎年減少したが、死刑判決は逆に急増し、1999-2003年の5年間で20人だったのが、2004-2008年は79人にのぼった。2007年は高裁・最高裁が被告人に死刑を言い渡した回数は延べ47回であり、資料が残っている80年間の中で最も多い回数となっている。また、死刑囚に対する死刑執行も民主党政権時代は一旦停止・減少したものの自公政権に戻って以降は再び多くなっている。

### 罰則の強化
- 危険運転致死傷罪創設。
- 2000年の少年法改正（2001年4月施行）。
  - 刑事罰対象年齢の14歳以上への引き下げ。
  - 18歳未満に無期刑に該当する犯罪は懲役15年までの有期懲役への減刑可能規定に改正（それまでは減刑義務規定であった）。
- 2004年（平成16年）12月、刑法・刑事訴訟法の改正案が成立。
  - 重大事件に対する有期懲役刑の上限を現行の20年から30年に延長。
  - 集団性的暴行罪などの新設
  - 殺人や強盗殺人などの死刑にあたる罪の公訴時効期間を15年から25年に延長。
  - 傷害罪の公訴時効期間を7年から10年に延長。
  - 殺人罪の下限を3年から5年に引き上げ。
  - 傷害罪の上限を10年以下から15年以下に引き上げ。

- 2007年の少年法改正（2007年11月施行）。
  - 少年院送致可能年齢を14歳以上からおおむね12歳以上に引き下げ[55]。

- 傷害や殺人などの人を故意に死傷させた犯罪は被害者参加制度の対象となった。（2008年4月施行）。

- 殺人や傷害致死などの人を故意に死亡させた犯罪は裁判員裁判の対象となった。（2009年4月施行）。

- 軽犯罪でも厳しく取り締まり重大犯罪の発生を防ぐ（割れ窓理論）。ニューヨークの犯罪多発地帯で取り入れられ、日本でも札幌・すすきのや都内でも犯罪の多い足立区の治安の維持のために取り入れられている[56]。
- 2010年 （平成22年）4月、刑法・刑事訴訟法の改正案が成立。
  - 殺人や強盗殺人などの死刑にあたる罪の公訴時効を廃止。
- 2013年（平成25年）11月、自動車の運転により人を死傷させる行為等の処罰に関する法律が成立。
  - 刑法の危険運転致死傷罪や自動車運転過失致死傷罪を移管。
- 2014年 （平成26年）6月、児童ポルノ禁止法改正案が成立。
  - 児童ポルノの単純所持禁止を明記。
- テロ等準備罪制定（2017年7月11日施行）。

## 日本以外の厳罰化
アメリカでは、1971年、リチャード・ニクソン大統領が「麻薬戦争」を提唱して以来、刑事施設への収監者が激増した。また、麻薬犯罪に対する刑期の延長及び厳罰化の掛け声に乗って、各州で制定された三振法（スリー・ストライク法）の施行も後押しした。被拘禁者数は人口10万人当たり770人で日本の約12倍。特に、黒人の拘禁率は白人の7倍に上るという。
ロナルド・レーガン政権の新自由主義によって、労働者の生活が不安定となり、社会不安が拡大し、「厳罰主義」を唱える政治家が国民に支持されるようになった。彼らは厳罰化による刑期の延長や刑事施設の増設で利益を受ける集団の意を受け、次々と厳罰化法案を成立させていった。
一方、麻薬で厳しく取り締まられるのは、黒人などの有色人種が多く、黒人の麻薬使用者は、白人より重い刑を言い渡されることが多いと指摘されている。元米犯罪学会会長でミネソタ大学のマイケル・トンリー教授は、「伝統的に黒人やヒスパニックが手を染めやすい罪種は重い刑罰を規定しているからだ」と説明している。
ニュージーランドでも厳罰化が進んだ。ヴィクトリア大学のジョン・プラット教授によると、2007年までの15年間で犯罪件数が25%減少したにもかかわらず、人口10万人当たりの被拘禁者数は180人に倍増し、拘禁率はアメリカに次ぐ2位に高まったという。ニュージーランドでは、司法当局や刑事政策専門家、政治家への信頼が低下する中、経済のグローバル化に伴う雇用不安やテロへの恐怖心が増大。日本と同じく犯罪への不安が高まり、被害者団体の力が強くなった。こうした現象を、プラット教授は「ペナル・ポピュリズム（刑罰の大衆迎合）」と名付けた。プラット教授は、「ポピュリズムが根強い社会では、専門家の意見は軽視され、情報が欠如した国民感情や世論に比重が置かれる」と述べ、司法も世相に左右される危うさを内在していると指摘している。

## 厳罰化以外の犯罪対策
犯罪を未然に防ぐための、事前の選択肢として、経済的格差の問題に対して積極的に対応するという手段がある。治安情勢と経済状況、犯罪と経済状況の間に相関が見られるということは、広く知られた現象であるが、例えば、所得不平等度を示すジニ係数と、少年犯罪の間に相関が見られる。
このことは、社会の中で経済的格差が増大すればするほど、犯罪は増加していくということを示唆している。その意味で、経済的格差を是正することは、社会の中で犯罪が起こりにくい土壌を形成することに役立つ。そのため、近年は、国際的に、事前的な政策オプションとして経済的格差を是正する政策（ないし貧困対策としての社会政策）を採用しつつ、事後的な政策オプションとして重罰化を、一般市民の犯罪被害を減らしていくために、採用する傾向が強い。